# 澄川駅
澄川駅（すみかわえき）は、北海道札幌市南区澄川4条2丁目にある札幌市交通局（札幌市営地下鉄）南北線の駅である。駅番号はN14。

## 概要
南区を南北に通る平岸通と、東西に通る福住桑園通の交点に位置する。
所在地の地名でもある「澄川」という駅名は、付近を流れる精進川の清澄な流れが由来で、昭和初期に名付けられたものである。
駅スタンプは澄川駅のイニシャルSの中にミュンヘン大橋が描かれたデザインになっている。

## 歴史
- 1971年（昭和46年）12月16日 - 北24条駅〜真駒内駅間開通に伴い、設置。
- 2006年（平成18年）1月26日 - 駅番号 (N14) を設定[2]。
- 2013年（平成25年）2月6日 - 可動式ホーム柵が稼働開始[3][4]。

## 駅構造
1面2線島式ホームの高架駅。1階に改札口、2階にホームがある。駅事務室付近に改札とホームを結ぶエレベーターがあるが、改札正面の階段とは逆方向に設置されている。
トイレは改札内外両方にあり、内側は改札からホームへ向かう階段の途中、外側は北出口に設置されている。車椅子対応トイレは改札外側にある。

### のりば
| ホーム | 路線   | 行先                     |
| ------ | ------ | ------------------------ |
| 1      | 南北線 | 真駒内方面               |
| 2      | 南北線 | 大通・さっぽろ・麻生方面 |

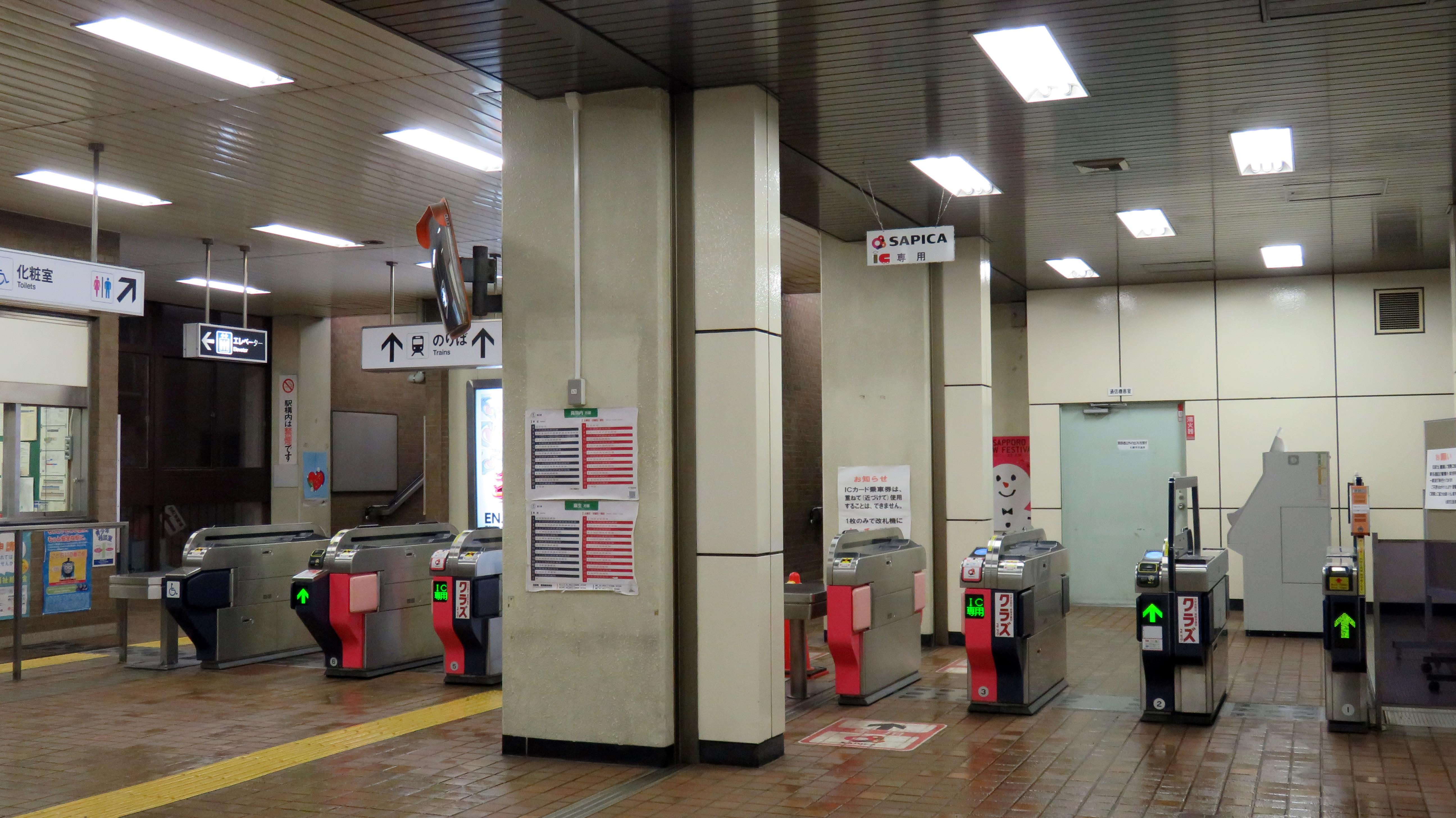
改札口
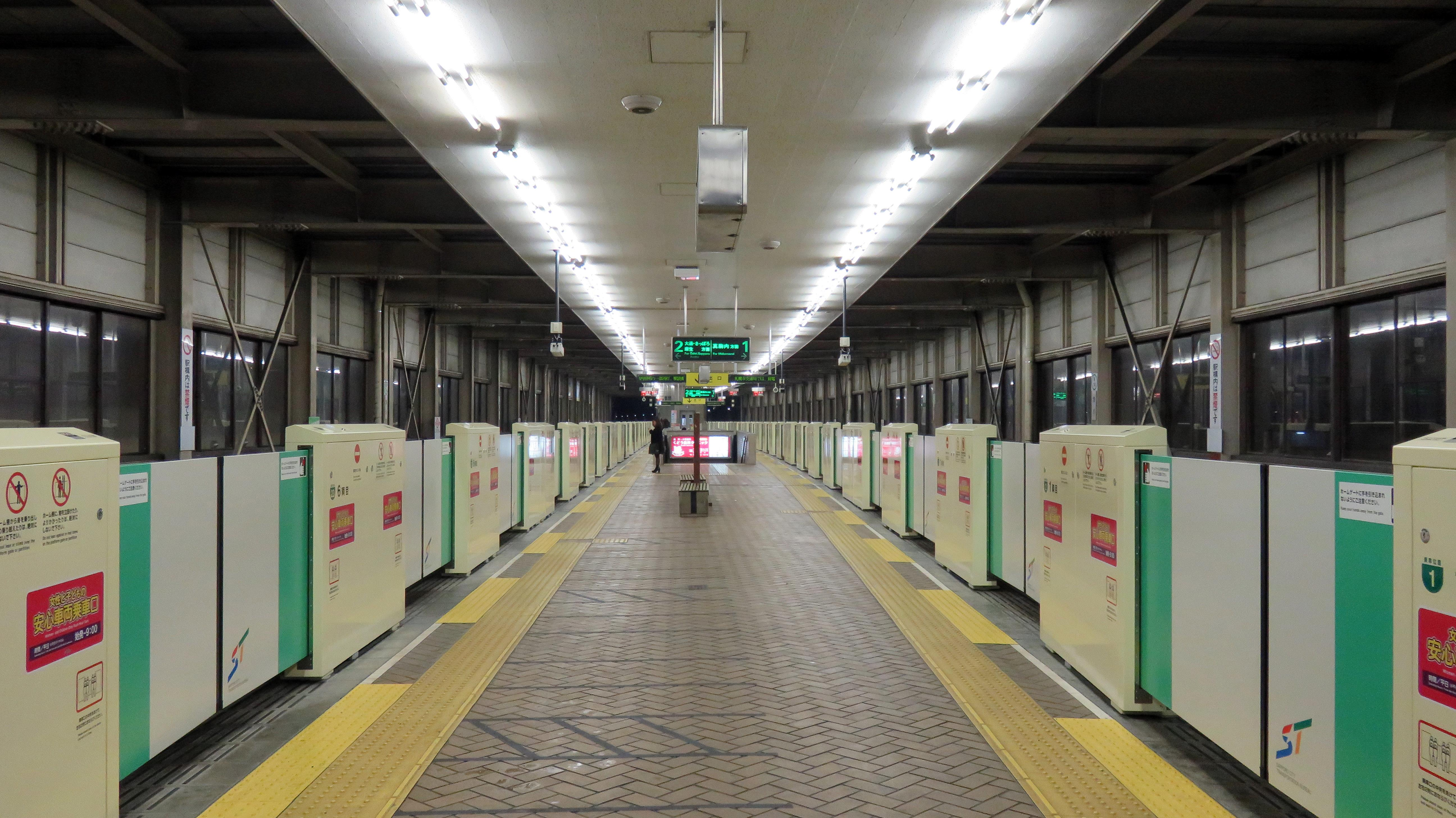
ホーム
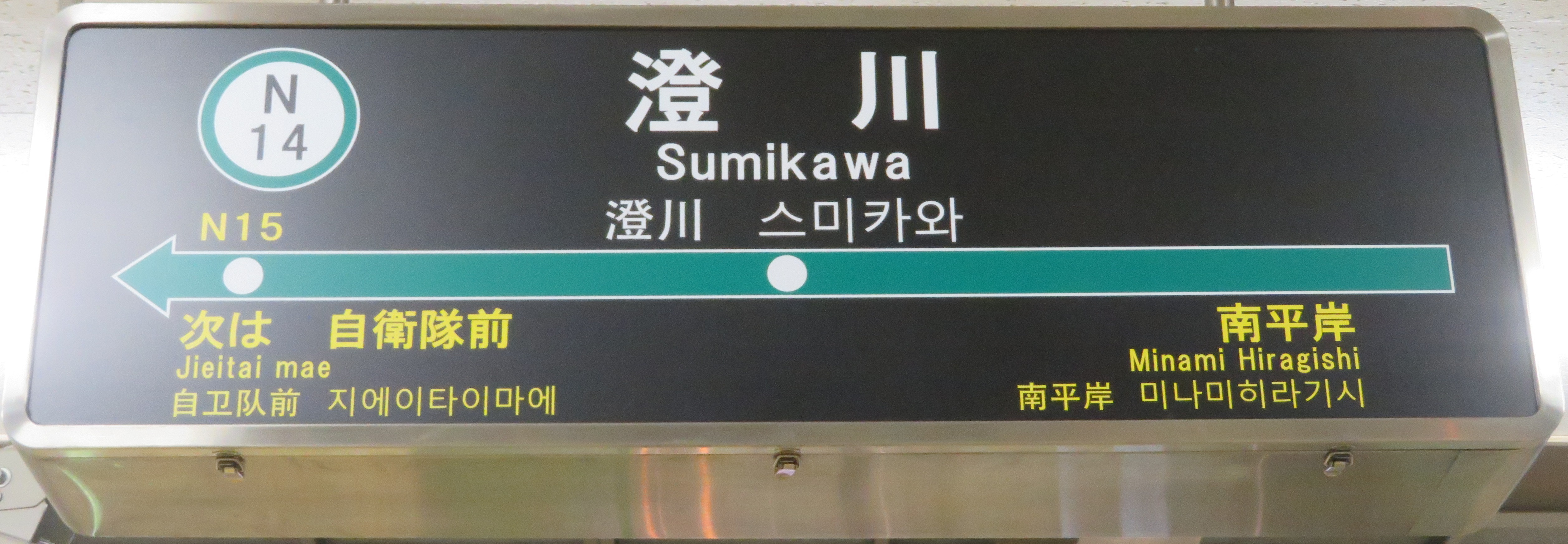
駅名標

## 利用状況
札幌市交通局によると、2020年度の1日平均乗車人員は7,517人であった。
近年の1日平均乗車人員の推移は以下のとおりである。
| 年度   | 1日平均 乗車人員 | 出典   |
| ------ | ---------------- | ------ |
| 1998年 | 11,933           | [ 7 ]  |
| 1999年 | 11,563           | [ 7 ]  |
| 2000年 | 11,251           | [ 7 ]  |
| 2001年 | 10,900           | [ 7 ]  |
| 2002年 | 10,855           | [ 7 ]  |
| 2003年 | 10,680           | [ 7 ]  |
| 2004年 | 10,455           | [ 7 ]  |
| 2005年 | 10,560           | [ 7 ]  |
| 2006年 | 10,647           | [ 7 ]  |
| 2007年 | 10,564           | [ 7 ]  |
| 2008年 | 10,466           | [ 7 ]  |
| 2009年 | 10,248           | [ 7 ]  |
| 2010年 | 10,079           | [ 7 ]  |
| 2011年 | 10,046           | [ 7 ]  |
| 2012年 | 10,121           | [ 7 ]  |
| 2013年 | 10,242           | [ 8 ]  |
| 2014年 | 10,166           | [ 8 ]  |
| 2015年 | 10,084           | [ 8 ]  |
| 2016年 | 10,078           | [ 8 ]  |
| 2017年 | 10,072           | [ 9 ]  |
| 2018年 | 10,064           | [ 10 ] |
| 2019年 | 9,930            | [ 11 ] |
| 2020年 | 7,517            | [ 6 ]  |

## 駅周辺
駅周辺は商店や飲食店が多く並び、南区有数の繁華街となっている。かつてりんご園があった場所には、繁華街と駅を囲むように住宅街が広がりを見せている。
東出入口（澄川4条2丁目）
- 札幌市澄川図書館[5]
- 札幌市立澄川小学校[5]
- 札幌振興公社澄川駐車場[5]
- 札幌市水道局平岸庁舎・平岸配水池[5]
- 札幌市立平岸高台小学校
- 市立札幌平岸高等学校[5]
- 北海道インターナショナルスクール
- コープさっぽろ西岡店
- 澄川団地

西出入口（澄川4条2丁目）
- マックスバリュ澄川店
- 平岸通
- 福住桑園通
- 澄川地区会館[5]
- 澄川まちづくりセンター[5]
- 澄川メディカルセンター
- ツルハドラッグ澄川3条店
- 札幌澄川駅前郵便局
- 北海道信用金庫 澄川支店
- 北洋銀行 澄川中央支店
- 北海道銀行 澄川支店
- 札幌市立澄川西小学校[5]
- 澄川幼稚園[5]
- 札幌澄川郵便局[5]
- 札幌方面南警察署澄川交番
- ビッグハウスエクストラ
- 札幌法務局南出張所[5]
- 豊平川
- ミュンヘン大橋
- ビバホーム平岸店
- コーチャンフォーミュンヘン大橋店
- ユニクロ札幌澄川ミュンヘン大橋店
- びっくりドンキーミュンヘン大橋店
- ゲオ札幌平岸アーバンサイト店
- ダイソー アーバンミュンヘン大橋店

北出入口（澄川4条1丁目）
- 天神山[1]
- さっぽろ天神山アートスタジオ[5]
- 相馬神社[1]
- 平岸天満宮・太平山三吉神社[1]
- ビッグエコー澄川駅前店
- 札幌市立平岸中学校
- 札幌市子ども発達支援総合センター（ちくたく）[5]

## バス路線
2023年（令和5年）4月1日現在。路線詳細は営業所・事業者記事を参照。
- 北海道中央バス（西岡営業所）[12]
  - 南71 下西岡線：南平岸駅行
  - 澄73 西岡環状線：札大南門・西岡4条11丁目方面循環、西岡4条14丁目行
  - 澄74 西岡環状線：澄川6条10丁目・西岡2条14丁目方面循環、西岡4条14丁目行
  - 澄78 澄川白石線：JR白石駅行
  - 南81 西岡線：真駒内駅行
- 北都交通[13]
  - M 新千歳空港連絡バス：新千歳空港行

## 隣の駅
札幌市営地下鉄
 南北線
南平岸駅 (N13) - 澄川駅 (N14) - 自衛隊前駅 (N15)